# Sacca San Biagio
Die künstliche Insel Sacca San Biagio liegt südwestlich der Altstadt von Venedig in der Lagune. Sie verlängert die Inselkette Giudecca westwärts.

## Geographie
Sacca San Biagio liegt unmittelbar westlich der Nachbarinsel Sacca Fisola, mit der sie ganz im Süden durch eine 35 Meter lange Brücke verbunden ist. Außer an der Stelle der Brücke ist der überspannte canal Novo bzw. dessen Verbindung mit dem canale della Giudecca 80 Meter breit.
Die Insel ist 359 Meter lang und bis zu 200 Meter breit, bei einer Fläche von drei Hektar.
Sacca San Biagio gehört ebenso wie die Nachbarinseln Sacca Fisola und Giudecca zum Sestiere Dorsoduro der Altstadt von Venedig. Sie gehört zum Gebiet der Pfarrei San Gerardo Segredo (auch Sagredo), die ihren Sitz auf Sacca Fisola hat.

## Geschichte
San Biago ist die jüngste der drei Sacche (künstliche Inseln) in der Lagune von Venedig. Sie wurde in den 1930er bis 1950er Jahren angelegt, um einer Müllverbrennungsanlage und einer Mülldeponie einen Standort zu schaffen.
Die Müllverbrennungsanlage war von 1973 bis 1985 in Betrieb. Deshalb ist die Insel auch unter dem Namen Le Ìxoła Scoasse (Müllinsel) bekannt.
In dem hochgradig metallverseuchten Schlamm, den die Anlage zurückließ, wurde eine endemische Pilzart namens Rhizoglomus venetianum nachgewiesen, die zu den arbuskulären Mykorrhizapilzen gehört, die wiederum zu den Mykorrhiza zählen.

## Belege
1. ↑  Alessandra Turrini, M. Saran, Manuela Giovannetti, Fritz Oehl: Rhizoglomus venetianum, a new arbuscular mycorrhizal fungal species from a heavy metal-contaminated site, downtown Venice in Italy, in: Mycological Progress 17 (2018) 1213–1224.